# Fu Yi
Fu Yi (ur. 554, zm. 639) – chiński uczony, astrolog i matematyk żyjący na przełomie okresów Sui i Tang. 
Wyznawca taoizmu, uchodził za wybitnego znawcę Daodejing. Zdobył sobie także uznanie jako astrolog, w latach 621-626 pełnił funkcję oficjalnego astrologa cesarskiego na dworze Gaozu.
Zasłynął jako zaciekły wróg buddyzmu, który uważał za barbarzyński obyczaj niezgodny z chińską tradycją. Przedkładał cesarzom antybuddyjskie memoriały, w których domagał się likwidacji wszystkich instytucji buddyjskich, sekularyzacji mnichów i wydalenia nauczycieli do Indii. Celibat, w którym pozostawali mnisi, uważał za złamanie cnoty nabożności synowskiej, jako że państwo nie odnosi żadnego pożytku z osób nieposiadających dzieci. Oskarżał nawet dawnych bohaterów takich jak Lü Guang czy Fu Rong o zdradę stanu z powodu ich konwersji na buddyzm. Działalność Fu Yi postawiła go w ostrym sporze z ówczesnym dworem cesarskim, zdominowanym przez wyznawców buddyzmu; polemikę z nim toczył minister Xiao Yu, pobożny wyznawca nauk Buddy. Na zarzut, że nie zna dostatecznie przedmiotu swojej krytyki, Fu odpowiadał, iż nie będzie tracić czasu na poznawanie zgubnych idei buddyzmu.
Ze względu na ostrą krytykę buddyzmu Fu Yi zyskał sobie uznanie w oczach konfucjanistów, a jego poglądy na temat tej religii zapożyczyli Han Yu czy Li Ao. Stąd późniejsze biografie Fu przedstawiają go jako zagorzałego konfucjanistę, przemilczając jego związki z taoizmem.